# Euclidia fascialis
Euclidia fascialis là một loài bướm đêm trong họ Erebidae.